# Shopping24
Shopping24 Aplicaciones Multimedia (en alemán: shopping24 Gesellschaft für multimediale Anwendungen mbH), conocida como Shopping24, es un grupo de empresas operadoras de varios motores de búsqueda y portales de ventas en línea.
El grupo, fundado en 2011, tiene su sede en Hamburgo, Alemania y forma parte del Otto Group Digital Solutions, empresa tecnológica perteneciente al Grupo Otto que se dedica a la proyección y constitución de empresas de comercio electrónico.
Entre los portales más destacados de Shopping24 se encuentran shopping24.de, fashion24, smatch, yalook, living24 y discount24.

## Política de empleo
Shopping24 ha recibido dos veces consecutivas (en 2015 y 2016) el premio al empleador más popular (beliebtester Arbeitgeber) en la clasificación de empleadores del sector de comercio y consumo en Alemania. En 2017, la compañía fue votada como uno de los tres empleadores más populares, y en 2018, Focus-Business lo nombró como mejor empleador en el sector del comercio, siendo uno de los principales empleadores en Alemania, Austria y Suiza.
La operadora cuenta además con un «sello familiar» (Familiensiegels) de la cámara de comercio de Hamburgo — un sello de calidad que asegura una política de empleo amigable y familiar.